# Poputczik
Poputczik (rus. попутчик; pol. towarzysz podróży, ang. fellow traveller) – pojęcie stworzone przez Anatolija Łunaczarskiego i rozpowszechnione w znaczeniu pejoratywnym przez Lwa Trockiego, służące do określenia rosyjskich pisarzy inteligenckich z lat 20., którzy poparli rewolucję październikową. Do poputczików, szczególnie krytykowanych przez Rosyjskie Stowarzyszenie Pisarzy Proletariackich, którego krytycy zarzucali im obcość klasową, zaliczano głównie konstruktywistów, imażynistów oraz twórców z ugrupowań artystycznych takich jak Pieriewał, Sierapionowy Bratja i LEF.